# مناری
مناری (نام علمی: Arabis glabra) نام یک گونه از تیره شب‌بویان است.